# 김치볼
김치볼은 대한민국의 미식축구 대회이다.
매년 사회인 결승'광개토볼'우승팀과
대학팀결승'타이거볼'우승팀이 맞붙는
한국의 슈퍼볼이다